# Lingonguldmal
Lingonguldmal, Phyllonorycter junoniellus är en fjärilsart som först beskrevs av Philipp Christoph Zeller 1846.  Lingonguldmal ingår i släktet Phyllonorycter, och familjen styltmalar, Gracillariidae. Arten är reproducerande i Sverige.